# Desneanka, Cernihiv
Desneanka (în ucraineană Деснянка) este un sat în comuna Novîi Bilous din raionul Cernihiv, regiunea Cernihiv, Ucraina.

## Demografie
Componența lingvistică a localității Desneanka
     Ucraineană (97,07%)
     Rusă (2,93%)
Conform recensământului din 2001, majoritatea populației localității Desneanka era vorbitoare de ucraineană (97,07%), existând în minoritate și vorbitori de rusă (2,93%).